# Предраг Ранджелович
Предраг Ранджелович е бивш сръбски футболист, понастоящем треньор в академията на ФК Краснодар.

## Кариера
Предраг Ранджелович започва кариерата си в Раднички Ниш. След това играе в Звездар. През 1999 е бил на проби в ЦСКА София, след като е бил поканен от Димитър Пенев. Ръководството на софийските армейци обаче го отхвърля и Предраг се озовава в Анжи, където е препоръчан от бившия вратар Алексей Прудников. Махачкалинският клуб го привлича в комплект с Елвер Рахимич. В първия си сезон за Анжи Ранджелович вкарва 1 попадение, което се оказва историческо – благодарение на Предраг Анжи побеждават Сокол Саратов и печелят промоция във Висшата дивизия. В началото на следващия сезон отбелязва първия гол на Анжи в елита. Разджелович е във вихъра си и отбелязва 12 гола, а „Дикая дивизия“ завършват на четвърта позиция.
През пролетта на 2001 г. Ранджелович и Елвер Рахимич преминават в ЦСКА Москва. Първия си гол нападателят отбелязва в дербито със Спартак Москва, завършило 1 – 1. Вкарва 8 гола в 13 мача. След смъртта на Павел Садирин, новият треньор Валери Газаев го продава на Зенит. За 2 сезона Предраг изиграва едва 12 мача, в които вкарва 1 попадение. Сърбинът играе по-често за дублиращия тим на Зенит, отколкото за първия.
След това играе за ФК Университатя Крайова, но е освободен и оттам, след като изирава едва 2 мача. През 2006 година Цеца Величкович връща Предраг в Сърбия, като му дава №9 в Обилич. Скандал с техническия директор Славиша Бинич обаче принуждава тарана да отиде в Адмира Вакер. Ранджелович не издържа много далеч от Сърбия и през 2007/2008 година прави паметен сезон в Бежания, където за 32 мача, вкарва 16 гола. Веднага е купен от Рудар срещу 500 000 евро. Трансферът си струва, за два сезона в Плевля Предраг бележи 42 гола в 60 мача и е с основен принос за историческия дубъл на Рудар през сезон 2009/10.
Слага край на кариерата си през 2014 г.